# Erämaan Viimeinen
„Erämaan Viimeinen“ je singl od finské kapely Nightwish vydaný roku 2007. Je zde nazpívaná a instrumentální verze písničky "Last of the Wilds".

## Seznam skladeb
1. „Erämaan Viimeinen“ (feat. Jonsu) – 5:11
2. „Erämaan Viimeinen“ (Instrumental) – 5:40 (="Last of the Wilds")
3. „Escapist“ (pouze na promo singlu Metal Hammer) – 5:01
4. „Escapist“ (Instrumental, pouze na promo singlu Metal Hammer) – 4:57